# Остернинбург
Остернинбург (нем. Osternienburg) — коммуна в Германии, в земле Саксония-Анхальт. 
Входит в состав района Кётен. Подчиняется управлению Остернинбург.  Население составляет 2130 человек (на 31 декабря 2006 года). Занимает площадь 12,66 км². Официальный код  —  15 1 59 031.
Коммуна подразделяется на 2 сельских округа.

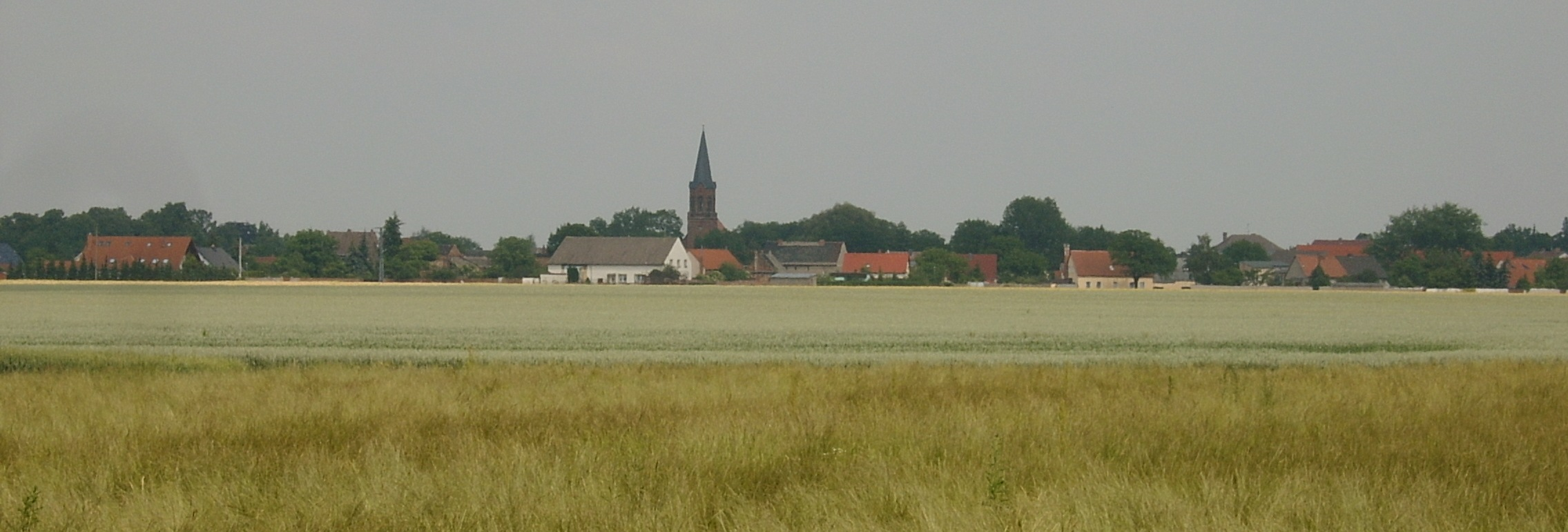
Остернинбург